# ニコライ (日本大主教)
ニコライ（修道誓願前の姓：カサートキン、ロシア語: Николай (Касаткин), 1836年8月1日（ロシア暦） - 1912年2月16日（グレゴリオ暦））は日本に正教を伝道した大主教（肩書きは永眠当時）。日本正教会の創建者。正教会で列聖され、亜使徒の称号を持つ聖人である。
「ロシア正教を伝えた」といった表現は誤りであり（後述）、ニコライ本人も「ロシア正教を伝える」のではなく「正教を伝道する」ことを終始意図していた。
ニコライは修道名で、本名はイヴァーン・ドミートリエヴィチ・カサートキン（ロシア語: Иван Дмитриевич Касаткин）。日本正教会では「亜使徒聖ニコライ」と呼ばれることが多い。日本ではニコライ堂のニコライとして親しまれた。
神学大学生であったころ、在日本ロシア領事館附属聖堂司祭募集を知り、日本への正教伝道に駆り立てられたニコライは、その生涯を日本への正教伝道に捧げ、日露戦争中も日本にとどまり、日本で永眠した。

## 生涯

### 初期
スモレンスク県ベリスク郡ベリョーザの輔祭、ドミートリイ・カサートキンの息子として生まれる。母は5歳のときに死亡。ベリスク神学校初等科を卒業後、スモレンスク神学校を経て、サンクトペテルブルク神学大学に1857年入学。在学中、ヴァシーリー・ゴロヴニーンの著した『日本幽囚記』を読んで以来日本への渡航と伝道に駆り立てられたニコライは、在日本ロシア領事館附属礼拝堂司祭募集を知り、志願してその任につくことになった。
在学中の1860年7月7日（ロシア暦）修士誓願し修道士ニコライとなる。同年7月12日（ロシア暦）聖使徒ペトル・パウェル祭の日、修道輔祭に叙聖（按手）され、翌日神学校付属礼拝堂聖十二使徒教会記念の日に修道司祭に叙聖された。ミラ・リキヤの奇蹟者聖ニコライは東方教会において重視される聖人であり、好んで聖名（洗礼名）・修道名に用いられるが、ニコライも奇蹟者聖ニコライを守護聖人として「ニコライ」との修道名をつけられている。

### 函館時代
翌1861年に箱館のロシア領事館附属礼拝堂司祭として着任。このころ、元大館藩軍医の木村謙斉から日本史研究、東洋の宗教、美術などを7年間学んだ。また、仏教については学僧について学んだ。
ニコライは1868年（慶応4年4月）自らの部屋で密かに、日本ハリストス正教会の初穂（最初の信者）で後に初の日本人司祭となる土佐藩士沢辺琢磨、函館の医師酒井篤礼、能登出身の医師浦野大蔵に洗礼機密を授けた。このころ、木村が函館を去った後の後任として新島襄から日本語を教わる。新島はともに『古事記』を読んで、ニコライは新島に英語と世界情勢を教えた。
懐徳堂の中井木菟麻呂らの協力を得て奉神礼用の祈祷書および聖書（新約全巻・旧約の一部）の翻訳・伝道を行った以後、精力的に正教の布教に努めた。
明治2年（1869年）日本ロシア正教伝道会社の設立の許可を得るためにロシアに一時帰国した。ニコライの帰国直前に、新井常之進がニコライに会う。
ニコライはペテルブルクで聖務会院にあって首席であったサンクトペテルブルク府主教イシドルから、日本ロシア正教伝道会社の許可を得ることができた。1870年（明治3年）には掌院に昇叙されて、日本ロシア正教伝道会社の首長に任じられた。ニコライの留守中に、日本では沢辺、浦野、酒井の3名が盛んに布教活動を行った。
明治4年（1871年）にニコライが函館に帰ってくると、沢辺の下に身を寄せていた人々が9月14日（10月26日）に洗礼機密を受けた。旧仙台藩士12名が洗礼を受け、ニコライは仙台地方の伝道を強化するために、そのうちの小野荘五郎ほか2人を同年12月に仙台に派遣した。ニコライは旧仙台藩の真山温治とともに露和辞典の編集をした。

### 東京時代
明治4年12月（1872年1月）に正教会の日本伝道の補佐として、ロシアから修道司祭アナトリイ・チハイが函館に派遣された。ロシア公使館が東京に開設されることになり、函館の領事館が閉鎖されたが、聖堂は引き続き函館に残されることになったので、ニコライはアナトリイに函館聖堂を任せて、明治5年1月（1872年2月）に上京し築地に入った。ニコライは仏教研究のために外務省の許可を得て増上寺の高僧について仏教研究を行った。
明治5年（1872年）9月に駿河台の戸田伯爵邸を日本人名義で購入して、ロシア公使館付属地という条件を付け、伝道を行った。明治5年9月24日東京でダニイル影田隆郎ら数十名に極秘に洗礼機密を授けた。この駿河台の地にロシア語塾を設立、黒野義文、昇曙夢、小西増太郎、金須嘉之進らがニコライからロシア語を教わった。明治7年（1874年）には東京市内各地に伝教者を配置し、講義所を設けた。ニコライは神奈川、伊豆、愛知などの東海地方で伝道した。さらに京阪地方でも伝教を始めた。
明治7年5月には、東京に正教の伝教者を集めて布教会議を開催した。そこで全20条の詳細な『伝道規則』が制定された。
明治8年（1875年）7月の公会の時、日本人司祭選立が提議され、沢辺琢磨を司祭に、酒井篤礼を輔祭に立てることに決定した。東部シベリアの主教パウェルを招聘して、函館で神品会議を行い、初の日本人司祭が叙任された。このようにニコライを中心に日本人聖職者集団が形成された。さらに、正教の神学校が設立され、ニコライが責任を担った。
明治9年（1876年）には修善寺町地域から岩沢丙吉、沼津市地域から児玉菊、山崎兼三郎ら男女14名がニコライから洗礼を受けた。
明治11年（1878年）、ロシアから修道司祭のウラジミール・ソコロフスキーが来日して、ニコライの経営する語学学校の教授になり、明治18年までニコライの片腕になった。
明治12年（1879年）、ニコライは2度目の帰国をし、明治13年（1880年）、主教に叙聖される。そのころの教勢は、ニコライ主教以下、掌院1名、司祭6名、輔祭1名、伝教者79名、信徒総数6,099名、教会数96、講義所263であった。同じ年、正教宣教団は出版活動を開始し、『正教新報』が明治13年12月に創刊された。愛々社という編集局を設けた。
明治13年（1880年）イコンの日本人画家を育成するために、ニコライは山下りんという女性をサンクトペテルブルク女子修道院に学ばせた。3年後、山下は帰国、生涯聖像画家として活躍した。
明治15年（1882年）に神学校の第1期生が卒業すると、ロシアのサンクトペテルブルク神学大学やキエフ神学大学に留学生を派遣した。
明治17年（1884年）に反対意見があり中断していた大聖堂の建築工事を再開して、明治24年に竣工した。正式名称を復活大聖堂、通称はニコライ堂と呼ばれた。
明治26年（1893年）ニコライの意向により、女流文学誌『うらにしき（裏錦）』が出版された。明治40年まで存続し明治女流文学者の育成に貢献した。
明治37年（1904年）2月10日に日露戦争が開戦する前の、2月7日の正教会は聖職者と信徒によって臨時集会を開き、そこでニコライは日本に留まることを宣言し、日本人正教徒に、日本人の務めとして、日本の勝利を祈るように勧めた。
内務大臣、文部大臣が開戦直後に、正教徒とロシア人の身辺の安全を守るように指示した。強力な警備陣を宣教団と敷地内に配置したので、正教宣教団と大聖堂は被害を受けることがなかった。
神田駿河台の正教会本会で没した。谷中墓地に葬られる。

### 不朽体
1970年、谷中墓地改修の際に棺を開けると不朽体が現れた。同年、ロシア正教会はニコライを「日本の亜使徒・大主教・ニコライ」、日本の守護聖人として列聖した。日本教会が聖自治教会となったのはこのときである。ニコライの不朽体は谷中墓地のほか、ニコライ堂（大腿部）、函館ハリストス正教会などにあり、信者の崇敬の対象となっている。列聖以降、日本の亜使徒聖ニコライ、聖ニコライ大主教と呼ばれる。記憶日（祭日）は2月16日（ニコライ祭）。

## ニコライが伝道した「正教」
ニコライが「ロシア正教を伝えた」とする媒体が散見されるが、「ロシア正教会」「ロシア正教」は最も早くに見積もっても1448年に成立した独立正教会の組織名であり、教会の名ではない。「正教を伝えた」が正しい表現である。ニコライは「（組織としての）ロシア正教会に所属していた」とはいえるが、あくまで「正教を伝えた」のであり、「ロシア正教会」という「組織」を伝えたわけではない。
正教会は1か国に1つの教会組織を具えることが原則であり、各地に正教会組織があるが（ロシア正教会以外の例としてはギリシャ正教会、グルジア正教会、ルーマニア正教会、ブルガリア正教会、日本正教会など。もちろん例外もある）、これら各国ごとの正教会に教義上、異なるところはなく、相互の教会はフル・コミュニオンの関係にあり、同じ信仰を有している。

## 崇敬

### 記憶する日本・世界各地の教会
正教会（のみならず他教派にも同様の習慣を有するものもある）において、聖堂建設の際には各種祭日や聖人を記憶する習慣があるが、亜使徒聖ニコライを記憶する教会・聖堂が世界各地にある。
- 前橋ハリストス正教会 亜使徒大主教聖ニコライ聖堂（日本正教会）[15][16]
- 亜使徒聖ニコライ記念聖堂（日本正教会、東京復活大聖堂（ニコライ堂）の南側）
- 日本の聖ニコライ集会（St. Nicholas of Japan Mission, アメリカ正教会・カリフォルニア）[17]
- 日本の聖ニコライ正教会（The Orthodox Church of St Nicholas of Japan, アレクサンドリア総主教庁、南アフリカ共和国・ヨハネスブルク）[18]
- 日本の聖ニコライ教会（Церковь св.Николая Японского в Мирном, ロシア正教会、トヴェーリ州・オレニンスキイ地区・ミールヌィ）[19]

### 亜使徒ニコライの発放讃詞
正教会で聖人として列聖されているため、祭日（2月16日）のための祈祷文が用意されている。以下はその中で最も頻繁に用いられる発放讃詞である。

## 著書
関東大震災で焼失したといわれていたニコライの日記が中村健之介によって発見され、ロシア語原文版が2004年に刊行された (Дневники святителя Николая Японского (Dnevniki Sviatogo Nikolaia Iaponskogo), 5 vols. St. Petersburg: Giperion, 2004)。注解を加えた日本語全訳は2007年に刊行（『宣教師ニコライの全日記』教文館、全9巻）。